# Shibasaki Takahiro
Takahiro Shibasaki (柴崎 貴広 Shibasaki Takahiro, sinh ngày 23 tháng 5 năm 1982 ở Kanagawa) là một cầu thủ bóng đá người Nhật Bản hiện tại thi đấu cho Tokyo Verdy.

## Thống kê sự nghiệp câu lạc bộ
Cập nhật đến ngày 23 tháng 2 năm 2017.
| Thành tích câu lạc bộ | Thành tích câu lạc bộ | Thành tích câu lạc bộ | Giải vô địch | Giải vô địch | Cúp                   | Cúp                   | Cúp Liên đoàn | Cúp Liên đoàn | Tổng cộng | Tổng cộng |
| Mùa giải              | Câu lạc bộ            | Giải vô địch          | Số trận      | Bàn thắng    | Số trận               | Bàn thắng             | Số trận       | Bàn thắng     | Số trận   | Bàn thắng |
| Nhật Bản              | Nhật Bản              | Nhật Bản              | Giải vô địch | Giải vô địch | Cúp Hoàng đế Nhật Bản | Cúp Hoàng đế Nhật Bản | J. League Cup | J. League Cup | Tổng cộng | Tổng cộng |
| --------------------- | --------------------- | --------------------- | ------------ | ------------ | --------------------- | --------------------- | ------------- | ------------- | --------- | --------- |
| 2001                  | Tokyo Verdy           | J1 League             | 0            | 0            | 0                     | 0                     | 0             | 0             | 0         | 0         |
| 2002                  | Tokyo Verdy           | J1 League             | 2            | 0            | 0                     | 0                     | 0             | 0             | 2         | 0         |
| 2003                  | Tokyo Verdy           | J1 League             | 0            | 0            | 0                     | 0                     | 0             | 0             | 0         | 0         |
| 2004                  | Yokohama FC           | J2 League             | 1            | 0            | 1                     | 0                     | -             | -             | 2         | 0         |
| 2005                  | Yokohama FC           | J2 League             | 0            | 0            | 0                     | 0                     | -             | -             | 0         | 0         |
| 2006                  | FC Tokyo              | J1 League             | 0            | 0            | 0                     | 0                     | 0             | 0             | 0         | 0         |
| 2007                  | Tokyo Verdy           | J2 League             | 0            | 0            | 0                     | 0                     | -             | -             | 0         | 0         |
| 2008                  | Tokyo Verdy           | J1 League             | 0            | 0            | 0                     | 0                     | 0             | 0             | 0         | 0         |
| 2009                  | Tokyo Verdy           | J2 League             | 0            | 0            | 0                     | 0                     | -             | -             | 0         | 0         |
| 2010                  | Tokyo Verdy           | J2 League             | 2            | 0            | 0                     | 0                     | -             | -             | 2         | 0         |
| 2011                  | Tokyo Verdy           | J2 League             | 36           | 0            | 2                     | 0                     | -             | -             | 38        | 0         |
| 2012                  | Tokyo Verdy           | J2 League             | 24           | 0            | 2                     | 0                     | -             | -             | 26        | 0         |
| 2013                  | Yokohama FC           | J2 League             | 13           | 0            | 0                     | 0                     | -             | -             | 13        | 0         |
| 2014                  | Tokyo Verdy           | J2 League             | 1            | 0            | 1                     | 0                     | -             | -             | 2         | 0         |
| 2015                  | Tokyo Verdy           | J2 League             | 1            | 0            | 1                     | 0                     | -             | -             | 2         | 0         |
| 2016                  | Tokyo Verdy           | J2 League             | 19           | 0            | 0                     | 0                     | -             | -             | 19        | 0         |
| Tổng                  | Tổng                  | Tổng                  | 101          | 0            | 7                     | 0                     | 0             | 0             | 118       | 0         |